# 亚斯多饶
亚斯多饶，是匈牙利亚斯-瑙吉孔-索尔诺克州所辖的一个村，总面积42.86平方公里，总人口2167，人口密度50.6人/平方公里（2010年1月1日）。